# Prosetín (okres Chrudim)
Obec Prosetín (německy Prosetin) se nachází v okrese Chrudim, kraj Pardubický. Leží 30 km na jihovýchod od Chrudimi a 3 km na západ od Skutče. Žije zde 796 obyvatel. Obcí prochází železniční trať Pardubice - Havlíčkův Brod.

## Historie
Je nemožné říci v jakém roce Prosetín vznikl, protože dokument, který by mohl doložit vznik vesnice, neexistuje. Přesto nám může o vzniku napovědět samotný název obce. Původní osada nesla název Prasetín. Prasetín je zkrácená forma označení Prasův Týn, neboli Prasův dvůr. Název Prosetín však oficiálně vznikl, až na základě výnosu ministra vnitra, 31. ledna roku 1925. Prasetín se dělil na dvě různé historické osady, na Hrubý a Menší Prasetín. Od roku 1780 se ale objevují v písemných pramenech názvy Horní (Hrubý) a Dolní (Menší) Prasetín.
Obec Prasetín vznikla v druhé polovině 14. století a to přibližně kolem roku 1392. Tato informace byla zjištěna na základě nejstarší písemné zprávy o panství Rychtmburk, pod nějž Prasetín později spadal. Listina se dochovala v Deskách dvorských, která obsahovala výčet měst a vsí panství, jako byla Leštinka, Skutíčko nebo Skuteč a kde Prasetín uveden není. V roce 1659 Prasetín náležel spolu s Mokrýšovem a Oflendou k rychtě Mrákotínské. K této rychtě patřil i v roce 1692, avšak zde již vystupují spolu s Mokrýšovem a Oflendou Malý a Hrubý Prasetín.
Nejstarší plán Prosetína se dochoval z roku 1731 a je zde vidět v nejstarší podobě, z nějž vchází i geometrický plán Prosetína z roku 1817.
Po roce 1848 byl vytvořen v Prosetíně obecní úřad, k němuž patřil od počátku i Mokrýšov.
V prvním desetiletí éry první republiky Prosetín zažíval nebývalý rozkvět. V poválečném období se díky rozvoji automobilismu a špatnému stavu silnic dosáhly kamenické lomy v této lokalitě nevídané intenzity. Bylo otevřeno spoustu nových lomů, které byly vybavovány strojovými i moderními zařízeními. Třicátá léta 20. století byla provázena dopady hospodářské krize a s nastupujícím nacismem v sousedním Německu, přinesla období stagnace. Druhou světovou válku pak vystřídala poválečná hospodářská krize. 

## Školství a kultura
Podle nejstarší kroniky se v Prosetíně vyučovalo již v roce 1784, ale pouze provizorně. Ve svém domě učil základy, tedy číst, psát a počítat, Jan Polanský. Jeho syn se pak vyučil jako zkoušený učitel. V roce 1789 byla zavedena školní taxa, dříve byl učiteli odváděn pouze sobotáles.
V roce 1821 se začalo pomýšlet o stavbě vlastní školy, která byla oddálena z důvodu podeje panství. Teprve 11. června 1833 byl položen základní kámen školní budově, která byla dostavěna a odevzdána do používání 17. června roku 1834. Školu navštěvovaly děti z Prosetína, Mokrýšova, Leštinky, Cejřova i Otáňky.
V obci je i mateřská škola. Funguje zde Spolek dobrovolných hasičů a sportovní oddíl SK Sokol Prosetín.

### Vyznamenání obce
- 2023 - Bílá stuha Pardubického kraje za činnost mládeže[8]
- 2024 - Fialová stuha za inovativní obec - za čističku odpadních vod z námořního kontejneru.[9]

## Pověsti z oblasti Prosetínska

### Hanku hledal, Mikše našel
V této pověsti vystupuje rytíř Přeboj, který vlastnil tvrz na Prasetínsku u řeky Žejbro. Narodily se mu dvě děti, dcera Hanka a syn Mikeš. Mikeš byl rozvážlivý a pracovitý a Hanka vznětlivá a divoká a proto ji lidé začali přezdívat Amazonka. Jednoho dne, když se Přeboj vracel ze skutečského trhu, zjistil, že Hanka uprchla navlečená v bratrových šatech z tvrze. Když se ani po dvou dnech nevracela, rozhodl se ji rytíř hledat. Přeboj se rozhodl jet hledat Hanku do Prahy, neboť z těch míst docházely zprávy o zvláštně oblečeném chlapci. Rytíři se ani po několika dnech nepodařilo svou ztracenou dceru nalézt a proto se rozhodl obrátit na krále Václava. Mladý panovník prosbě vyhověl a nechal si povolat na dvůr pražského rychtáře Martina Rotleva, který podle popisu překvapeně zjistil, že popisovaný mladík je jeho hostem v jeho domě. Místo Amazonky ale nalezli syna Mikše, jenž jim sdělil, že Hanka se již vrátila domů.

### Princeznin palouček
Druhý příběh pojednává o princezně, jež žila v nádherném hradu poblíž řeky Žejbro a která si nechala z dalekých krajů přivézt ochočeného lva. Podle této princezny se zachovalo jméno místa, kde se lvem ráda sedávala, hrála si a vila věnečky.

### Ohnivý muž
Ohnivý muž se prý pravidelně zjevoval lidem v Malinném a dokonce prý jednou zachránil rolníka z Rané, jenž zabloudil. Bájná postava svítila sedlákovi na cestu až domů, kde rolníka poprosila o kousek chleba. Jelikož ho sedlák podaroval a za záchranu mu poděkoval, byl ohnivý muž osvobozen.

## Lomy na Prosetínsku

### Žemličkův lom
V tomto lomu se pracovalo již v roce 1867 a těžba neustále pokračuje. Těží se ve dvou jámových lomech, v Hradišti a Pasíčkách, především ložná žula, jež je velmi dobře štípatelná, světle modrošedá a jemnozrnná. Jde zároveň o nejlépe vybavený lom kabelovými jeřáby, výtahy, lokomotivou, deriky v neposlední řadě štípačkami, či drtiči.

### Zachův lom
Ložisko bylo objeveno v roce 1919, ale těžba ve větším rozsahu byla zahájena až později, konkrétně v roce 1923. Jedná se o rozlehlý jámový lom, v němž se těží hrubě zrnitá žula. Pro těžbu se používají kabelové jeřáby, kompresor pro strojní vrtání a klínování žuly, ruční rumpály i několik elektrických jednokolejných výtahů.

### Holcův lom
Lom byl v provozu od roku 1905 do roku 1940. Poté byl zatopen a opuštěn. Jde o rozlehlý, avšak mělký jámový lom. Těžila se zde jemnozrnná, světle modrošedá vodorovně vrstvená žula. K dispozici byl pouze jeden derik a jeden lanový výtah. V roce 1929 zde bylo zaměstnáno 32 dělníku, v letech 1932-1938 až 120 dělníků.

### Doubkův lom
Doubkův lom byl v provozu od roku 1925 a až o tři roky později strojně vybaven o dřevěný derik a elektrickou pumpu. Těžba již neprobíhá, neboť od roku 1942 je lom zatopen a opuštěn. Jedná se malý, zato značně hluboký jámový lom, v němž se těžila modrá jemnozrnná žula, která ale neleží ve vrstvách.

### Benešův lom
Tento lom byl v provozu mezi léty 1918 až 1942, přičemž byla těžba několikrát přerušena. Jde o rozsáhlý jámový lom, kde se těžila jemnozrnná modrošedá zčásti ložná žula tvořící 4-5 metrové vrstvy. Benešův lom byl vybaven pouze ručním jeřábem. Těžba už neprobíhá, protože tento povrchový důl je již od roku 1942 zatopený.

## Stavby Prosetína

### Pomník padlých
Jedná se o pomník vyrobený z žuly ku příležitosti desátého výročí vzniku samostatného státu, na němž jsou napsána jména lidí z Prosetína padlých za války. Pomník navrhl řídící učitel Ladislav Faiman, který i požádal místní majitele lomů o reprezentativní materiál. Vybrán byl žulový balvan v lesích Františka Beneše, majitele několika lomů. Hornina vážila 100 q a měřila 3,2 metrů. Jednatel výboru, Ladislav Faiman, zajistil bezplatné zpracování měděného věnce i desky se jmény za náhradu materiálu u ředitelství Odborné školy pro zpracování kovu a dřeva v Litomyšli, kde pomník navrhli i provedli.

### Mateřská školka
Mateřská školka se stavěla v letech 1975 až 1980. V současné době ji může navštěvovat až 60 dětí.

### Kostel Nejsvětější Trojice
Kaple byla postavena až po první světové válce, vysvěcena 26. března 1923 biskupem Karlem Kašparem a zasvěcena Nejsvětější Trojici. Do oltářní desky byly vloženy relikvie svatého Hilara a svatého Venuta.

## Části obce
- Prosetín
- Malinné
- Mokrýšov

## Další fotografie

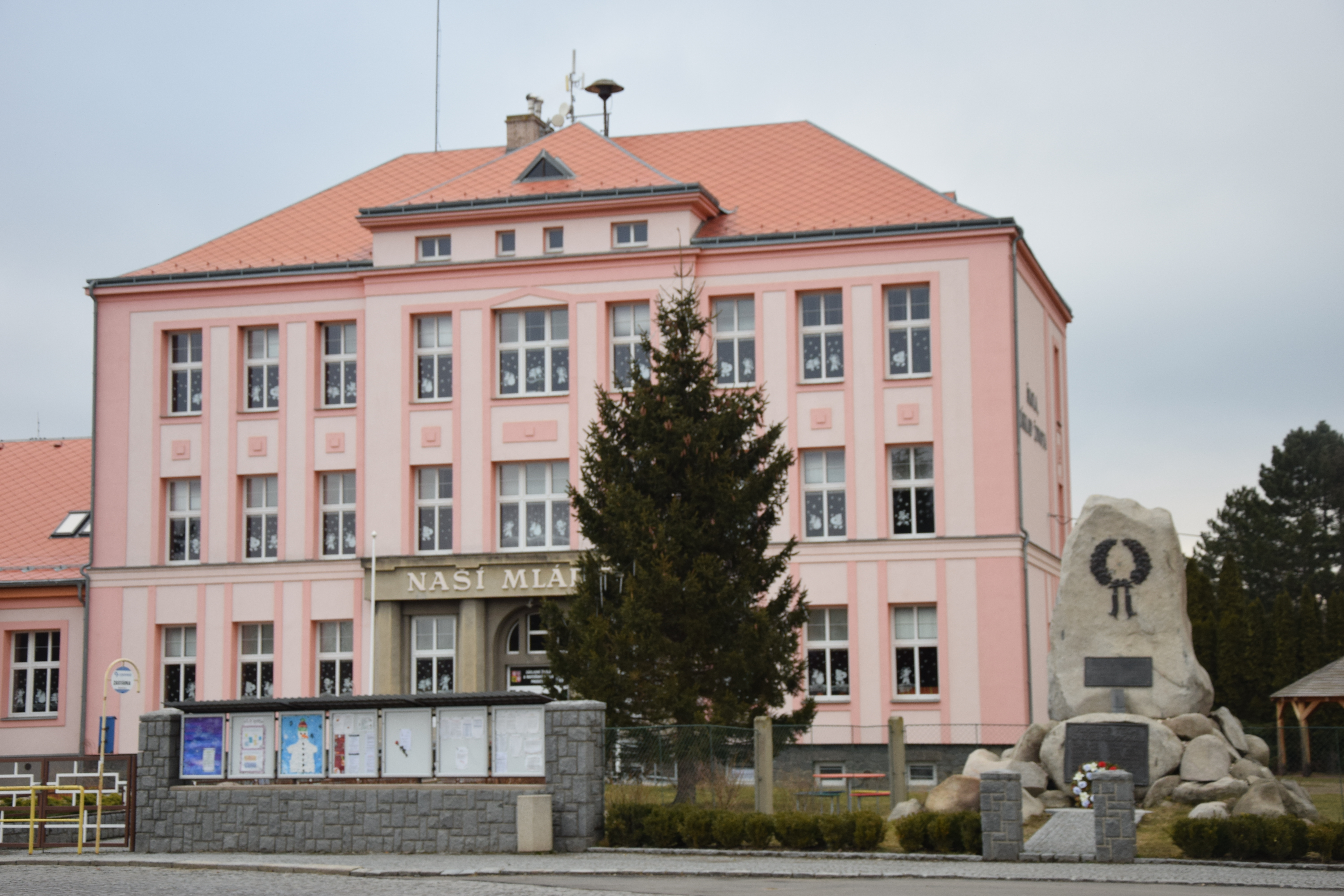
Základní škola
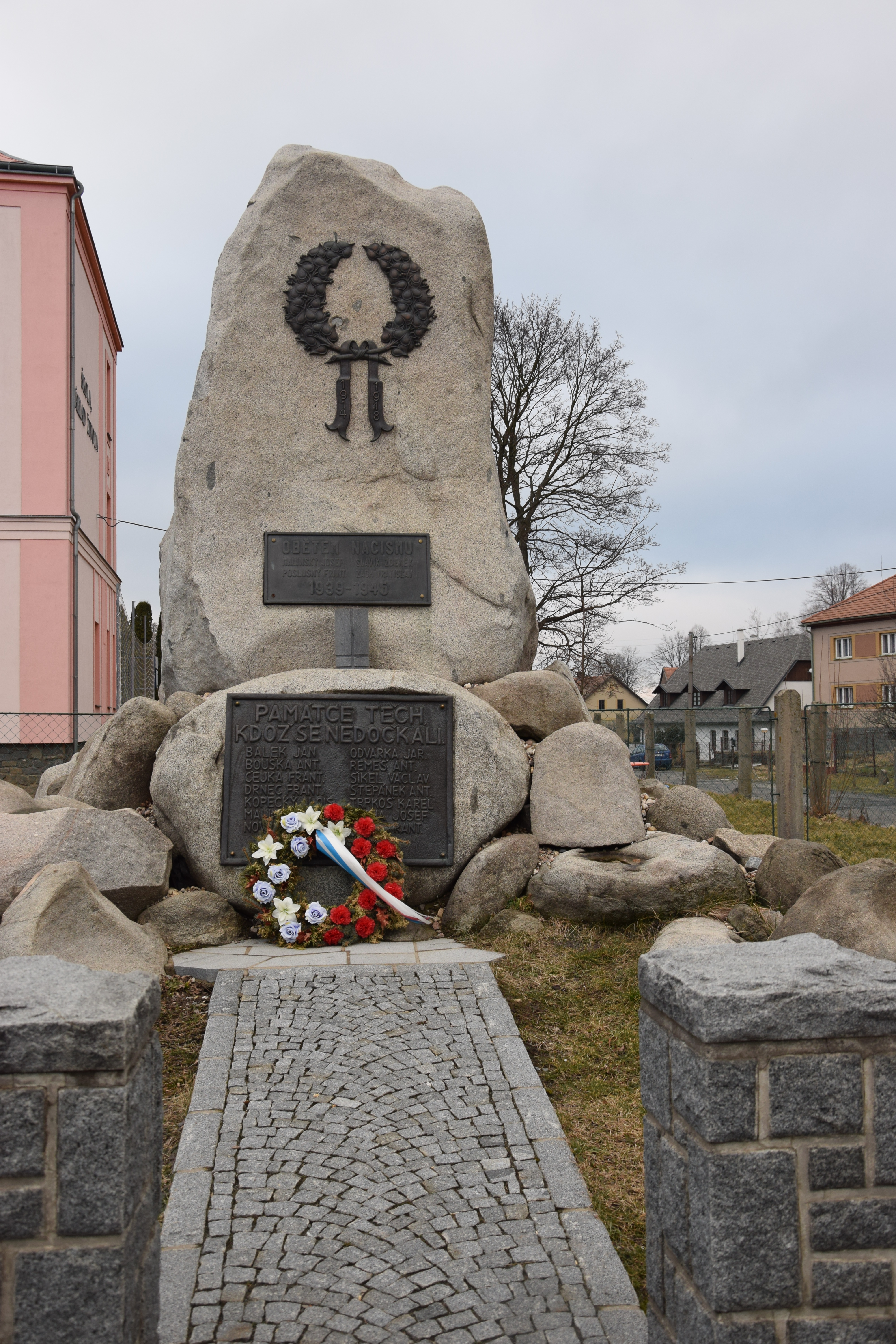
Pomník padlých
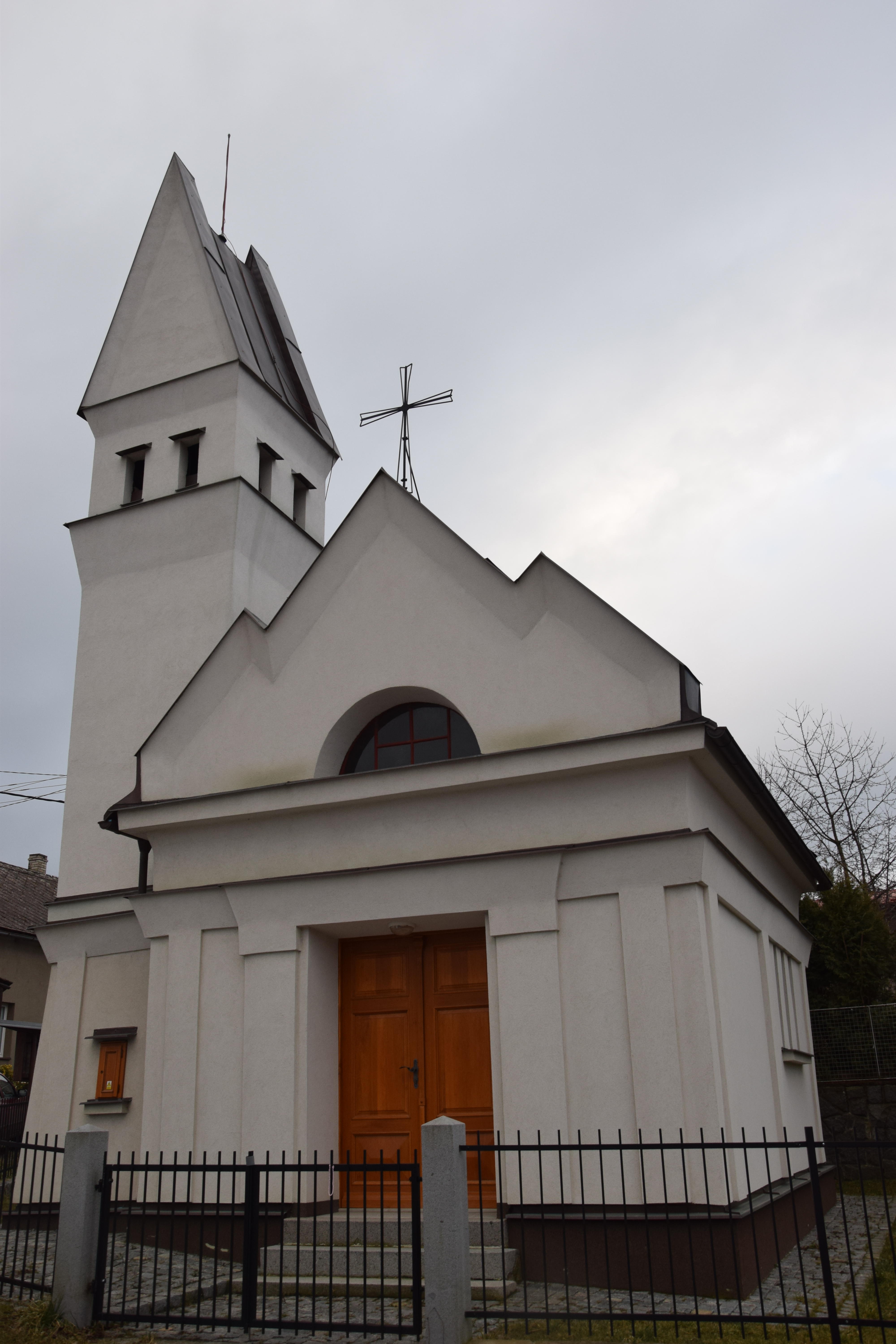
Kostel Nejsvětější Trojice
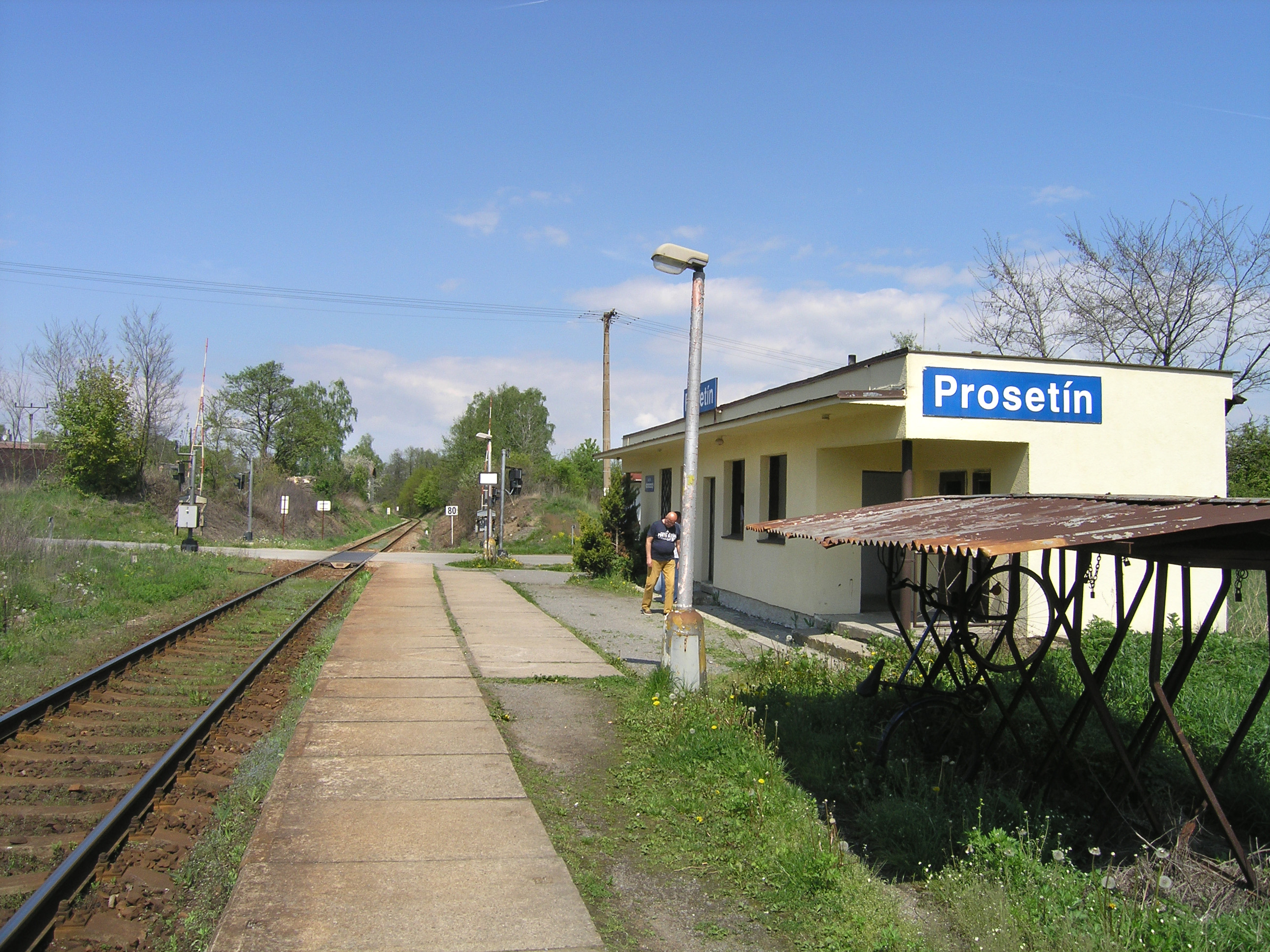
Železniční zastávka
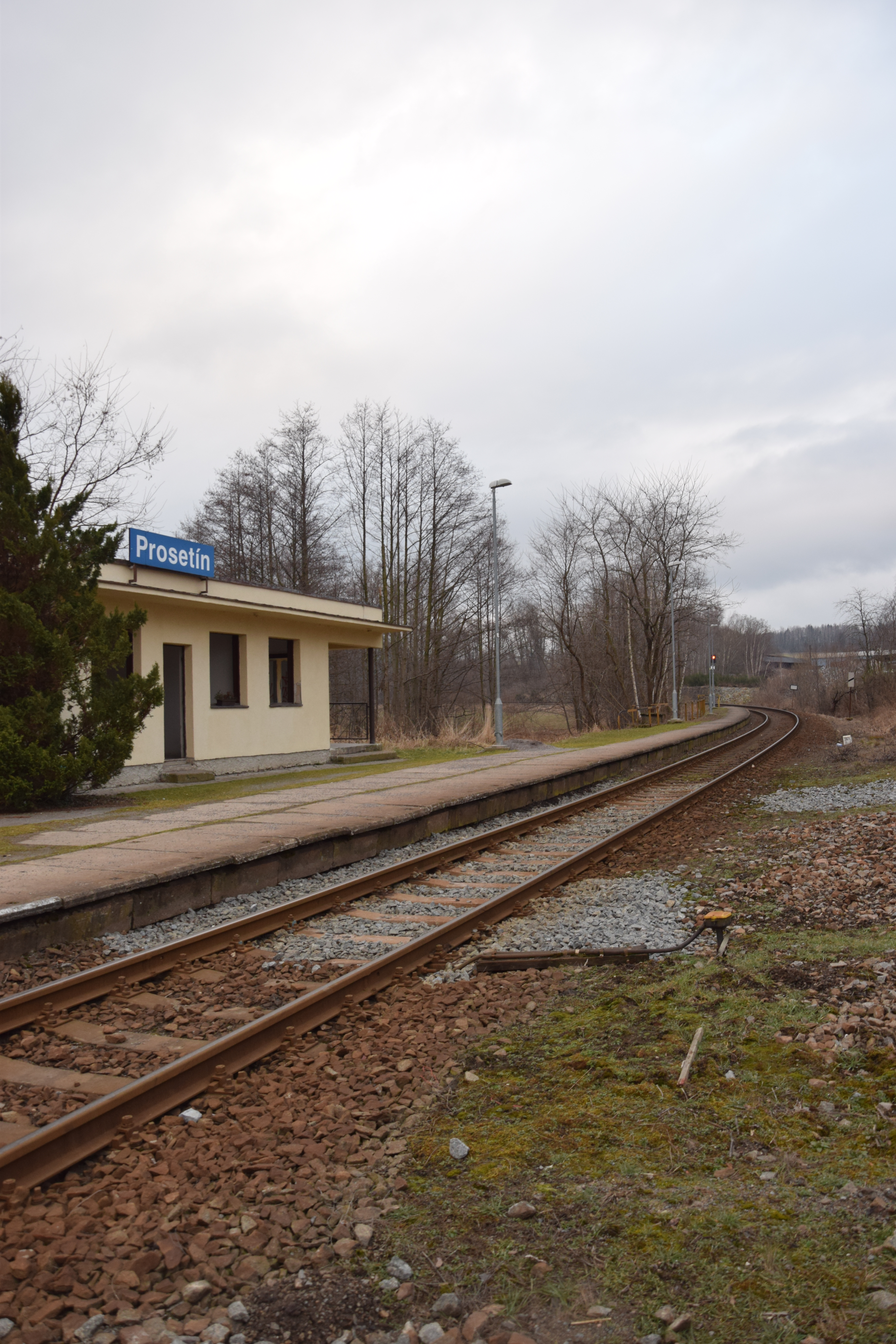
Železniční zastávka
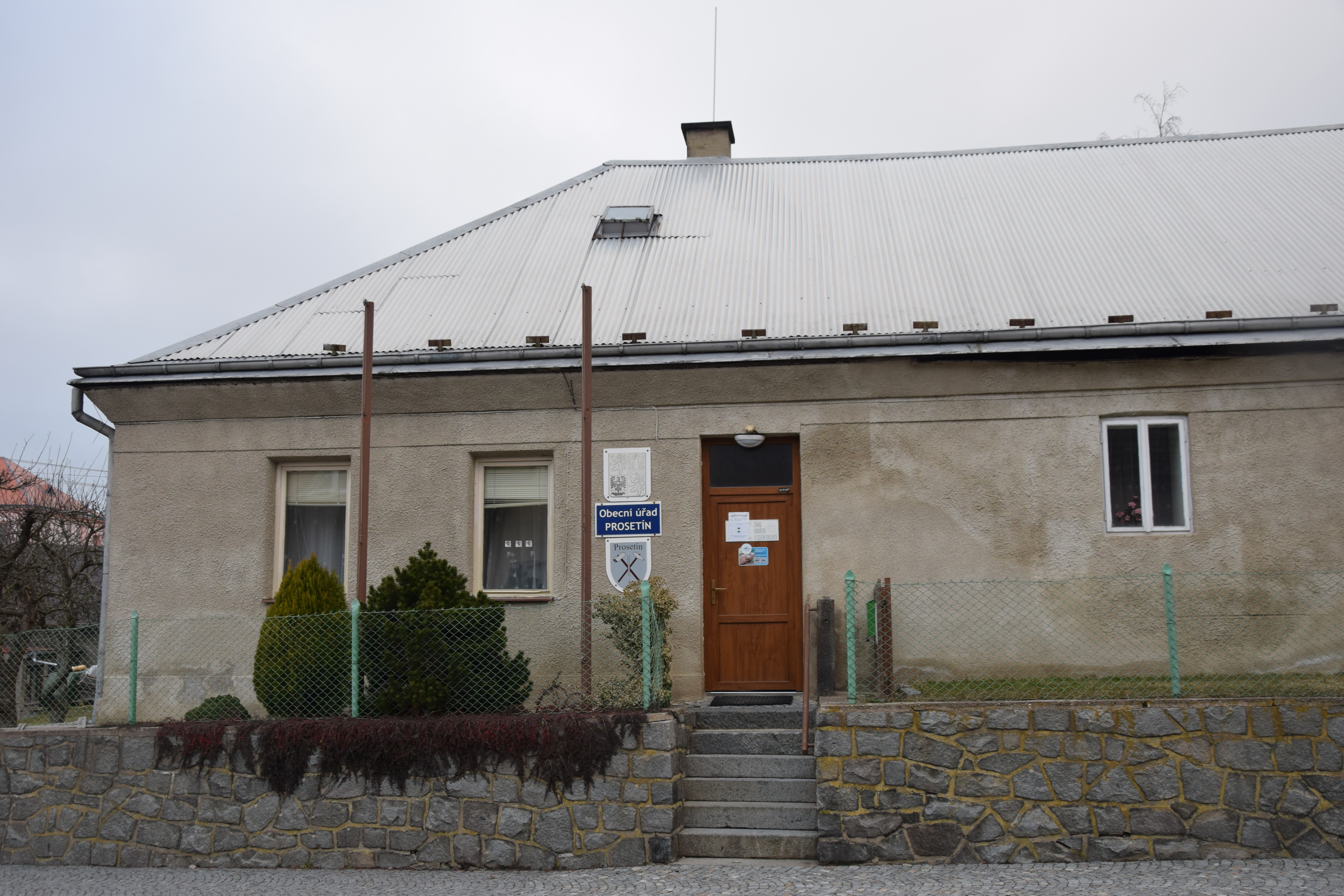
Obecní úřad
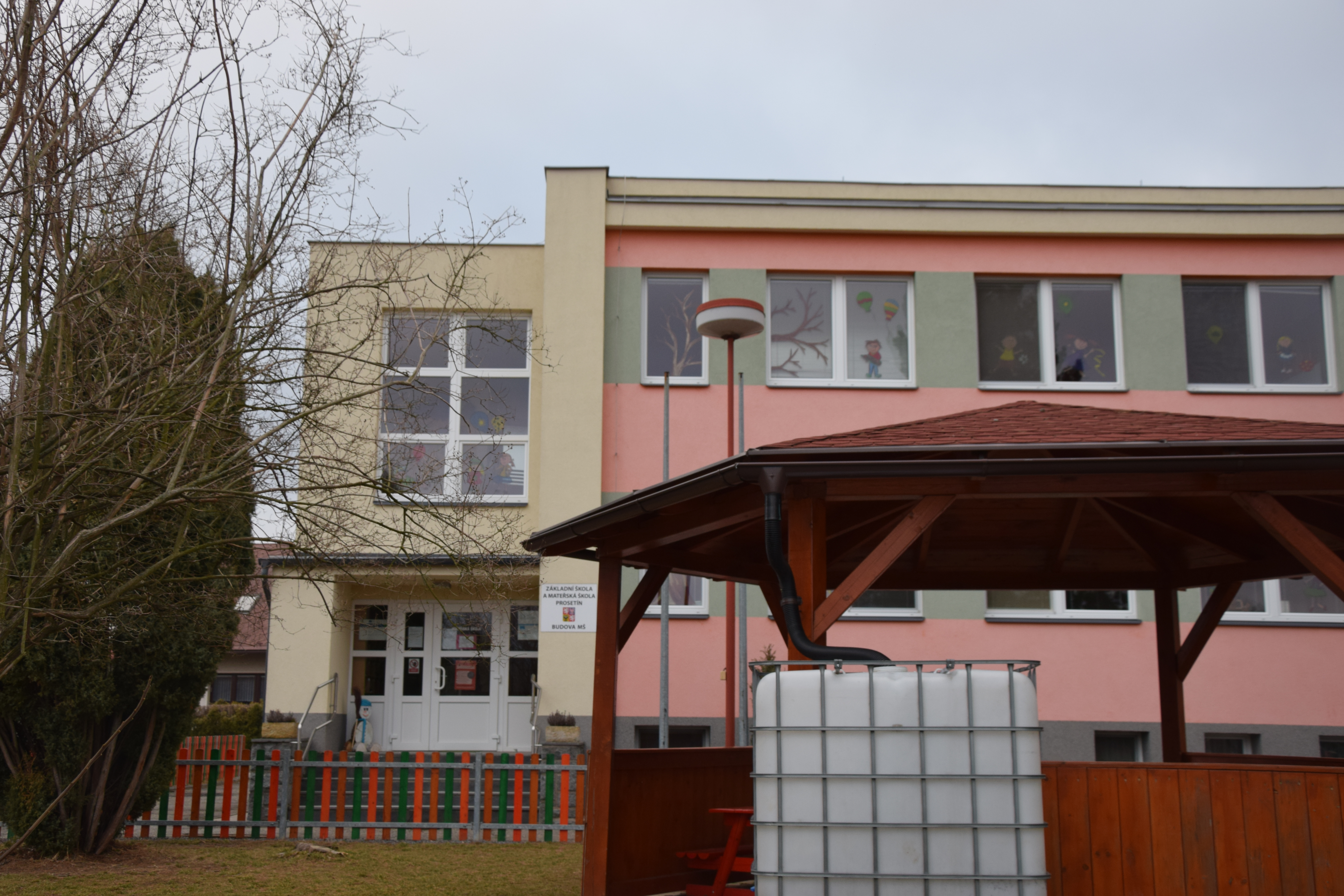
Mateřská školka
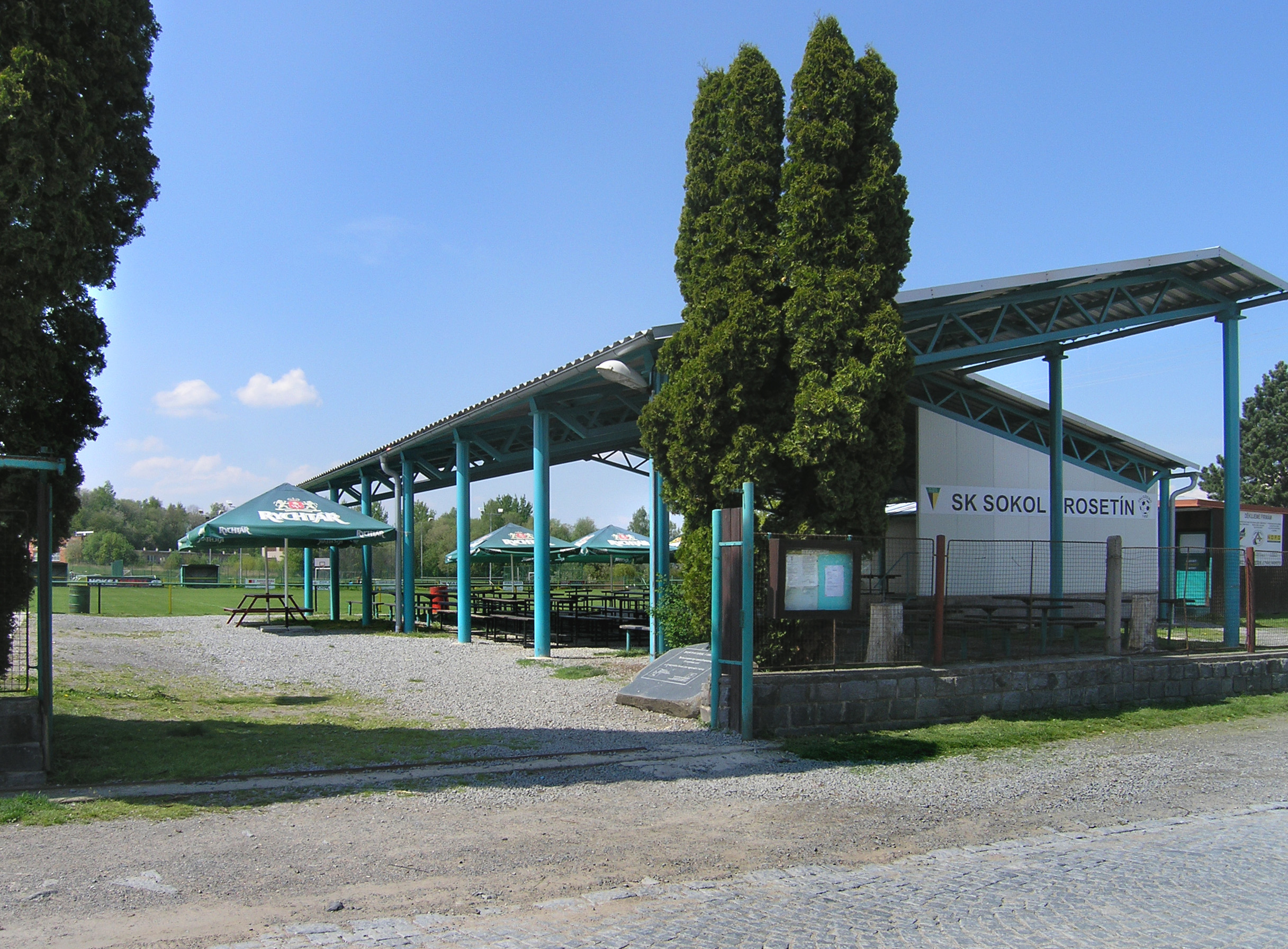
Fotbalové hřiště
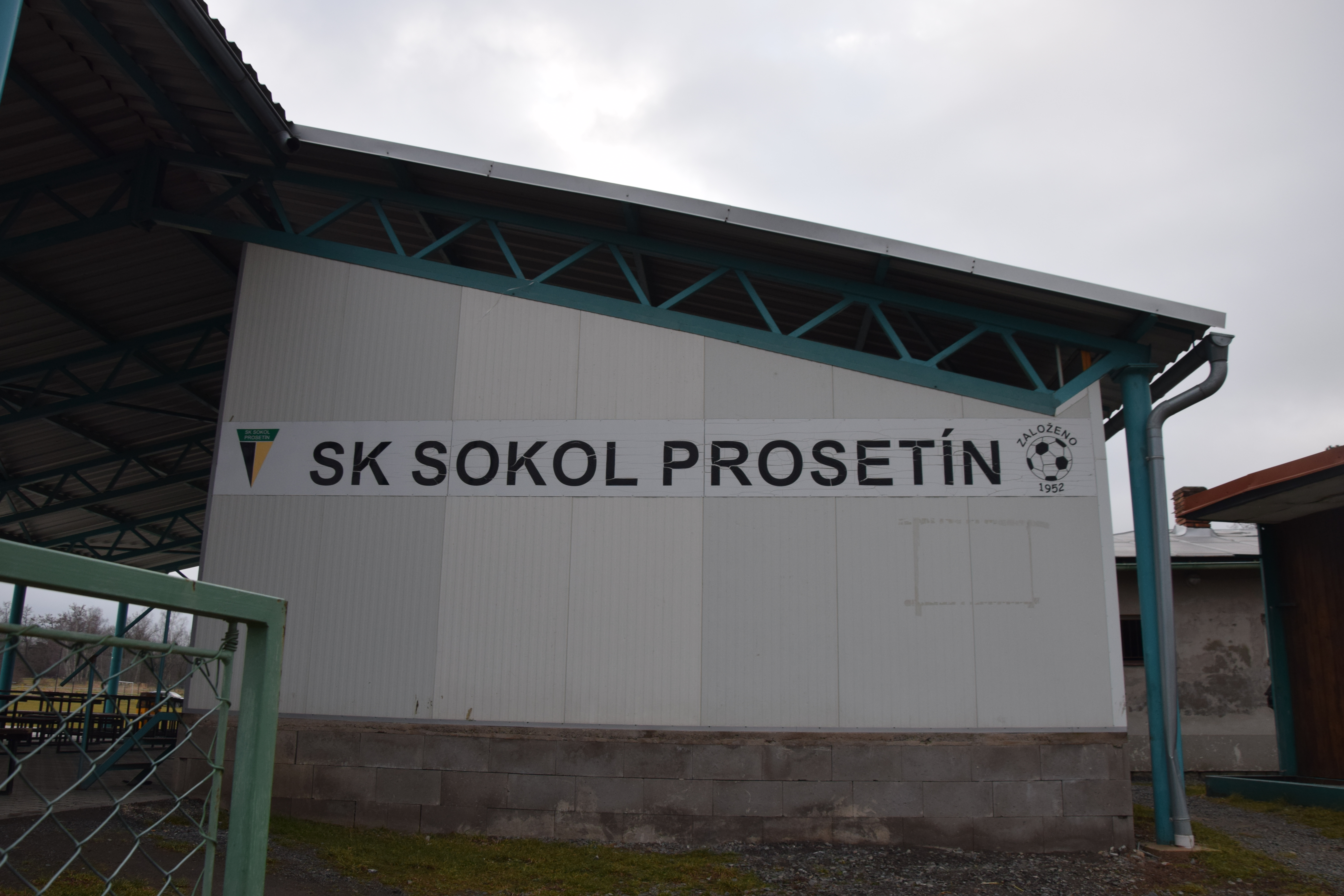
Sokol Prosetín
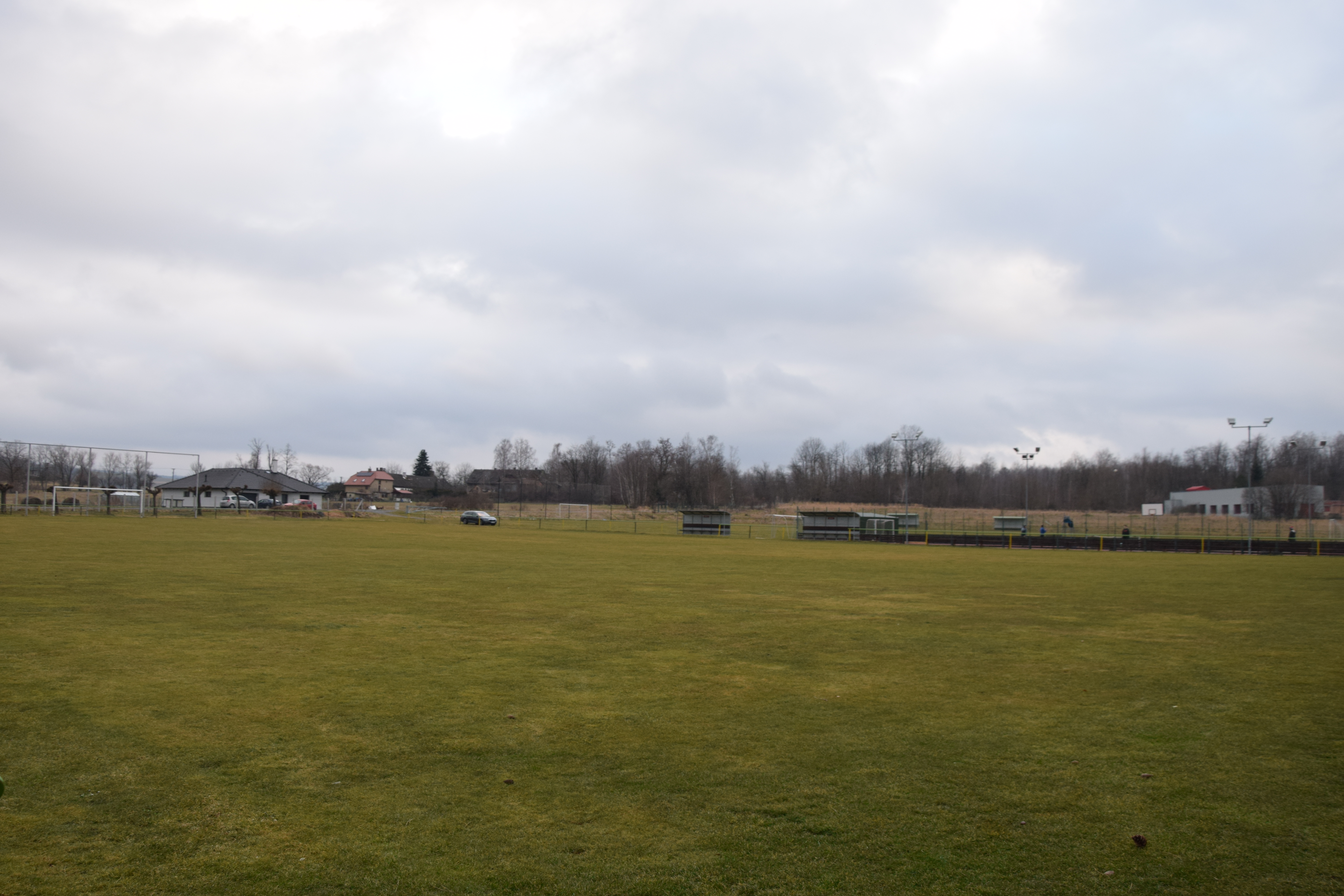
Fotbalové hřiště
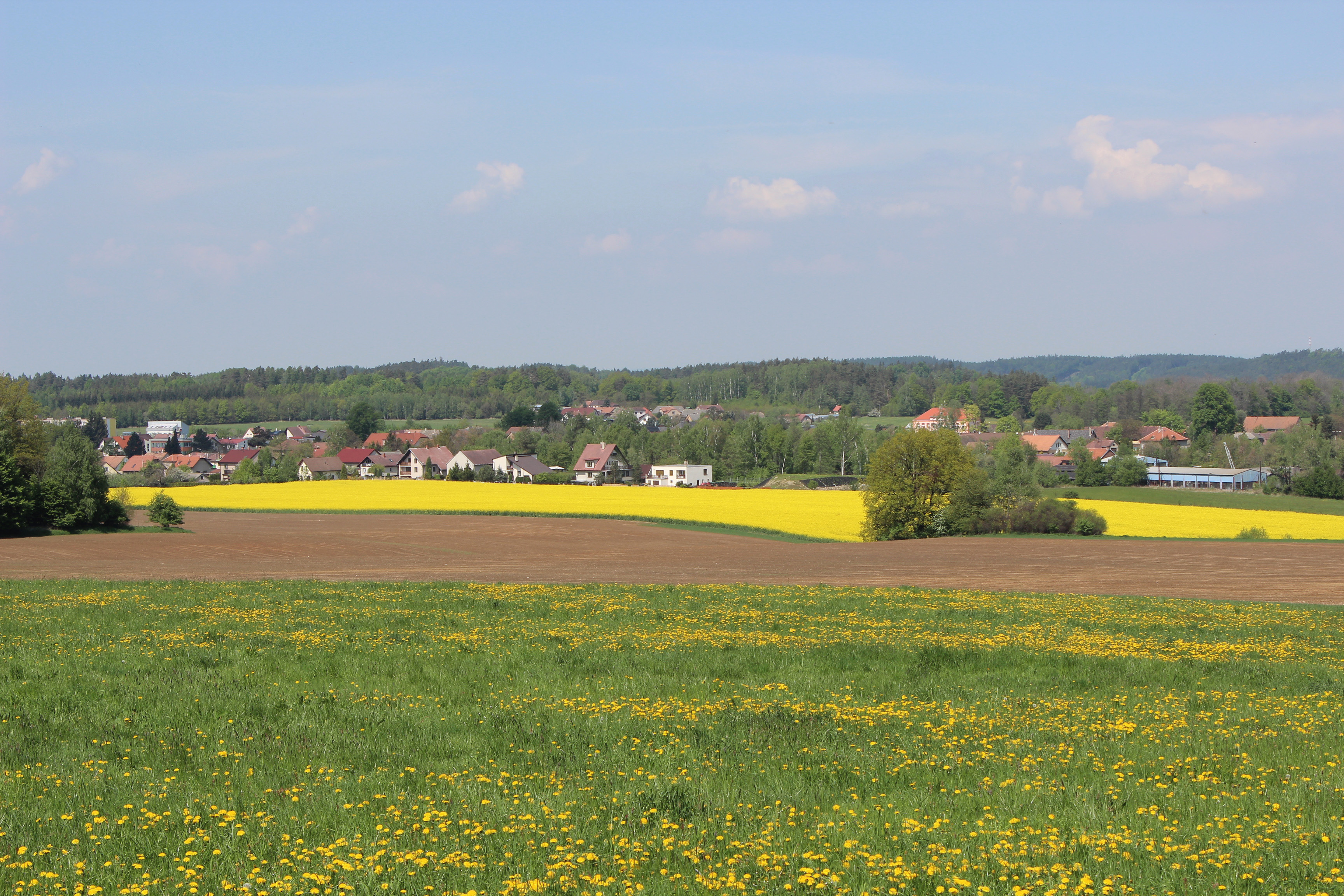
Prosetín od vsi Malinné
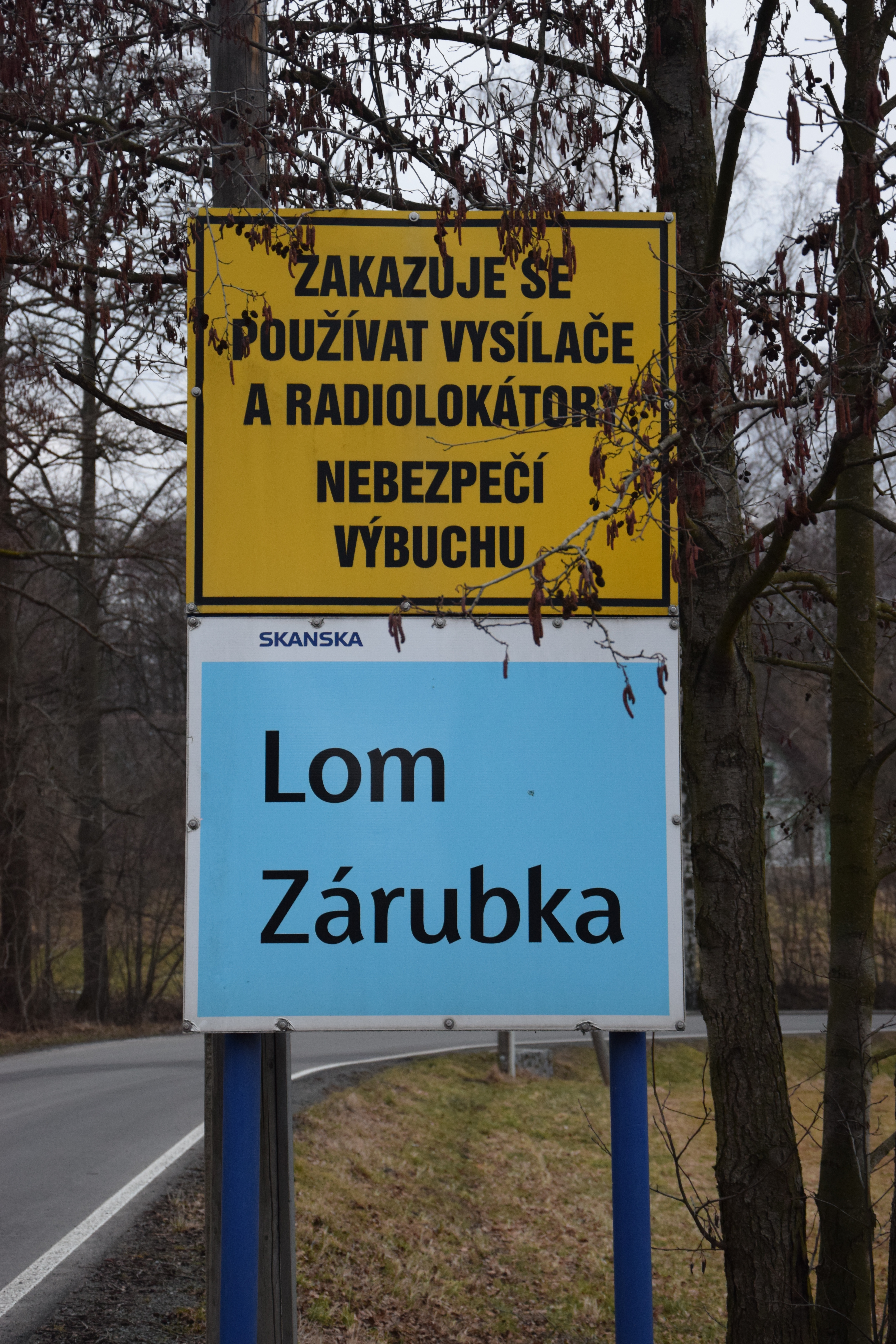
Lom Zárubka
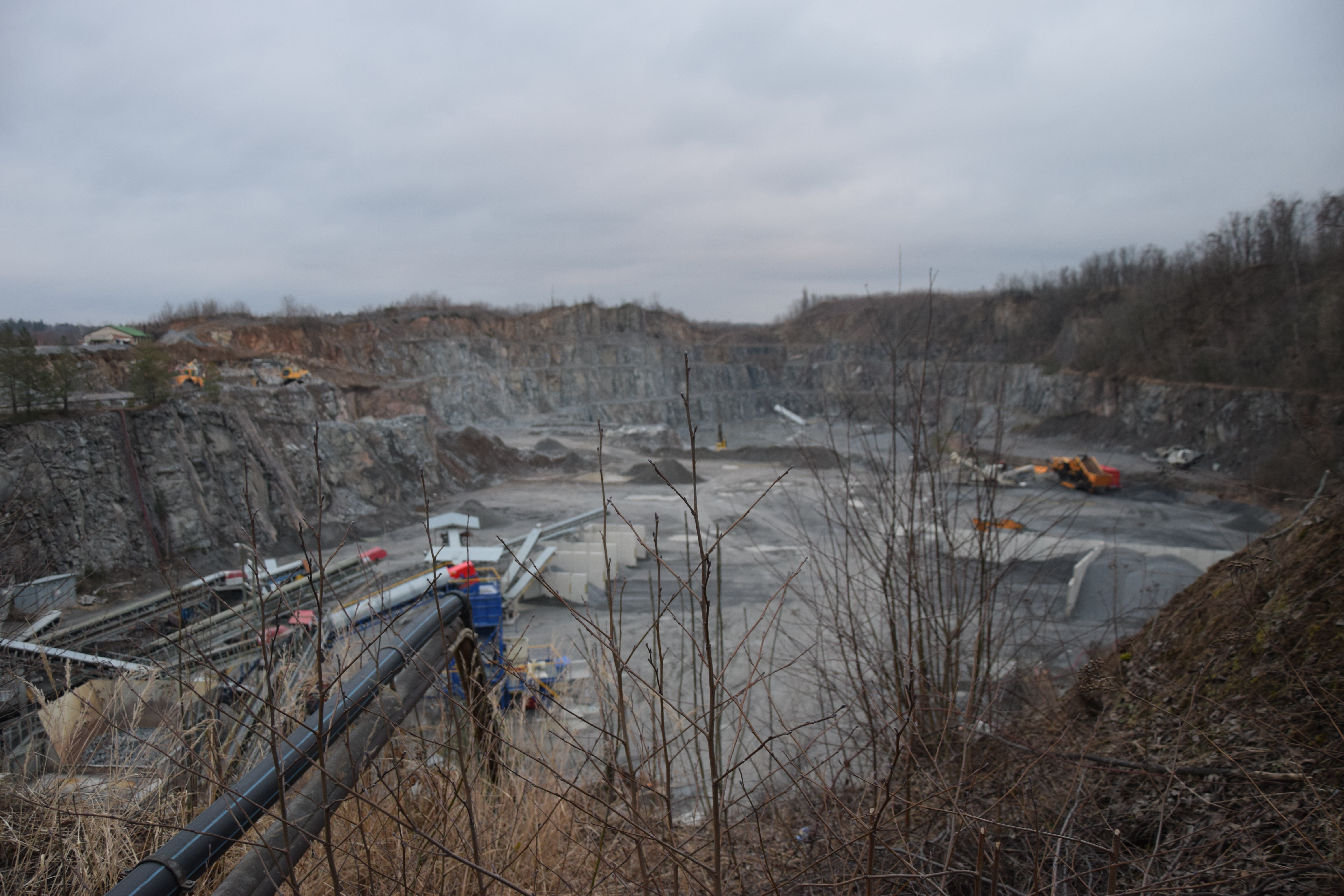
Lom Zárubka
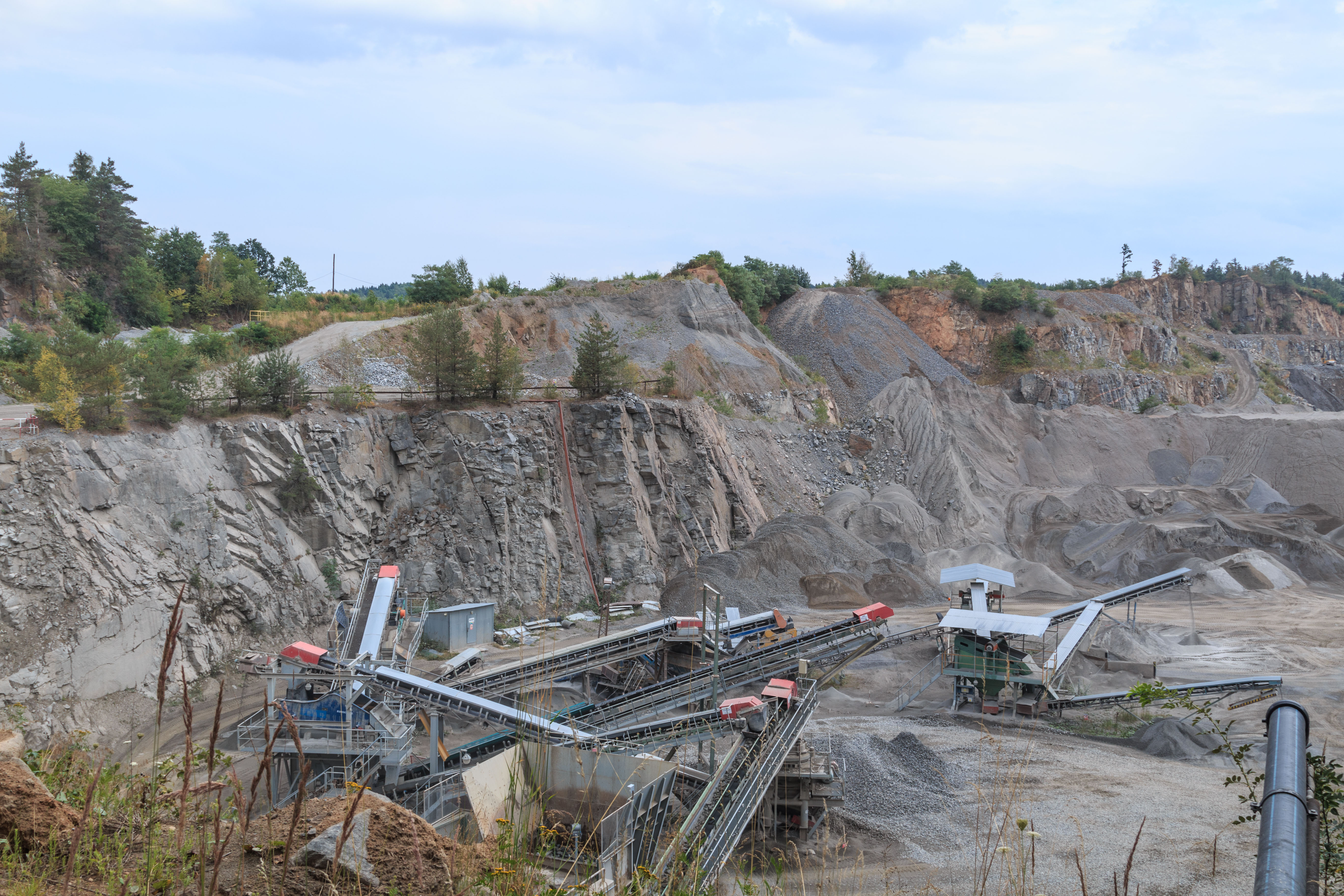
Lom Zárubka